# Olivera - Alineació Democràtica
L'Olivera - Alineació Democràtica (en grec Ελιά – Δημοκρατική Παράταξη) va ser una aliança electoral de centreesquerra per a les eleccions europees i locals de 2014. La coalició incloïa el Moviment Socialista Panhel·lènic (PASOK), l'Acord per a la Nova Grècia, i altres organitzacions minoritàries. L'olivera va ser avalada per Martin Schulz, candidat del Partit dels Socialistes Europeus a la presidència de la Comissió Europea.

## Història
Després del daltabaix electoral de 2012, el PASOK va intentar recomposar l'espai polític del centreesquerra. Així, l'octubre de 2013, 58 personalitats de la ciència, la política, la cultura i l'empresa van publicar un manifest en el qual adreçaven una crida a la creació d'un nou ens polític amb lideratge renovat que pogués agrupar la socialdemocràcia, l'esquerra democràtica, el centre liberal, l'ecologisme i l'europeisme progressista, amb l'objectiu de presentar-se a les eleccions europees i locals de 2014.
L'anomenada "Iniciativa del 58" va rebre ràpidament el suport explícit del PASOK per part del seu president Evànguelos Venizelos, mentre que Esquerra Democràtica (DIMAR) i Fotis Kouvelis van reaccionar negativament, malgrat que alguns dirigents hi van donar suport.
Després d'organitzar presentacions pel territori, els dies 8 i 9 de març de 2014 va tenir lloc la conferència panhel·lènica d'Elia, amb la participació de representants dels partits, moviments i iniciatives que hi van formar part. També es va presentar la declaració fundacional i el logotip de l'organització. Finalment, a les eleccions europees va recaptar un 8,02% aconseguint dos eurodiputats, Eva Kailis i Nikos Androulakis, el que suposava, comparant amb els resultats obtinguts pel PASOK al 2009, la pèrdua de 6 eurodiputats i prop d'un milió i mig de vots, el que suposava un altre cop dur pels socialistes.
La coalició es va dissoldre el 7 de juliol del mateix any, després d'una reunió del Consell Polític del PASOK.

## Partits membres
| Partit | Partit                           | Ideologia             | Líder                |
| ------ | -------------------------------- | --------------------- | -------------------- |
|        | Moviment Socialista Panhel·lènic | Socialdemocràcia      | Evànguelos Venizelos |
|        | Acord per a la Nova Grècia       | Socialdemocràcia      | Andreas Loverdos     |
|        | Iniciativa del 58                | Socialdemocràcia      | Giannis Voulgaris    |
|        | Grècia dinàmica                  | Socialdemocràcia      | Ilias Mosialos       |
|        | Esquerra Reformista              | Socialisme democràtic | Nikos Bistis         |
|        | Endavant                         | Liberalisme social    | Panagiotis Vlachos   |
|        | Iniciativa B                     | Socialdemocràcia      | Nikos Diakoulakis    |
|        | Estat 2012                       | Socialdemocràcia      | Yannis Toundas       |
|        | Nous reformadors                 | Liberalisme social    | Yannis Raptis        |

## Resultats electorals
| Any  | Líder                | Vots    | %     | Escons | +/- | Grup |
| ---- | -------------------- | ------- | ----- | ------ | --- | ---- |
| 2014 | Evànguelos Venizelos | 458.514 | 8,02% | 2 / 21 | 6   | S&D  |